# Haustierbestattung
Die Haustierbestattung ist die Bestattung eines toten Tierkörpers auf besondere Art, die ähnlich der eines toten Menschen erfolgt. Die Tierbestattung ist bereits aus der Vor- und Frühgeschichte bekannt und diente ursprünglich kultischen Zwecken.

## Gründe
Der Besitzer eines Haustieres verspürt oft den Wunsch, ein verstorbenes Haustier nicht anonym einer Tierkörperbeseitigungsanlage zu übergeben. Er leidet unter der postmortal zu erwartenden Behandlung des toten Körpers seines geliebten Wesens und möchte darüber hinaus durch die räumliche Nähe zum verstorbenen Tier den Verlustschmerz überwinden („Trauerarbeit“).

## Bestattungsformen
Haustiere können auf Tierfriedhöfen in Trägerschaft der Gemeinde beigesetzt werden, dabei sind jedoch einige gesetzliche Bestimmungen aus Gründen der Umweltverträglichkeit und des Umweltschutzes zu beachten.
Die Asche eines Haustieres darf jedoch unbedenklich in den eigenen Wohnungsräumen in einer geschlossenen Urne oder einer vergleichbaren Verpackung verwahrt und ausgestellt werden.
Grundsätzlich ist auch die Bestattung im eigenen Garten möglich und stellt bei kleinen Tieren (Hamster, Meerschweinchen) kein Problem da. Bei größeren Tieren ist eventuell ein formloser Antrag beim Veterinäramt zu stellen. Falls keine meldepflichtige Tierkrankheit vorliegt, spricht in der Regel nichts gegen eine Heimbestattung. Ausschlusskriterium ist allerdings ein Wasserschutzgebiet.

## Kremation und Seebestattung von Haustieren
Haustiere können auch auf der See bestattet werden. Grundvoraussetzung ist natürlich eine Einzeleinäscherung, also eine Kremierung ohne weitere Tiere. Die Asche muss außerdem in einer wasserlöslichen Urne aus Salz oder Pappe oder anderen für die Seebestattung zugelassenem Material sein, damit diese sich vollständig auflösen kann. Die Bestattung in einem See oder Fluss hingegen ist nicht zulässig.